# Лемер де Бельж, Жан
Жан Лемер де Бельж (фр. Jean Lemaire de Belges; 1473, Баве, графство Эно — 1524) — французский поэт, прозаик и хронист.
Один из представителей поэтической школы «Великих риториков» (Les Grands Rhétoriqueurs).

## Биография
Ученик историка Жана Молине, своего дяди, возглавлявшего бургундскую школу поэтов, называвших поэзию «второй риторикой», а себя «великими риториками».
Получил прекрасное образование в Валансьене, знал несколько языков. В 1498 году поступил на службу к герцогу Пьеру II де Бурбону, при дворе которого заведовал финансами. Служил библиотекарем регента Нидерландов Маргариты Австрийской в Мехелене, затем секретарём и индициарием, то есть историографом, при дворе Анны Бретонской.

## Творчество

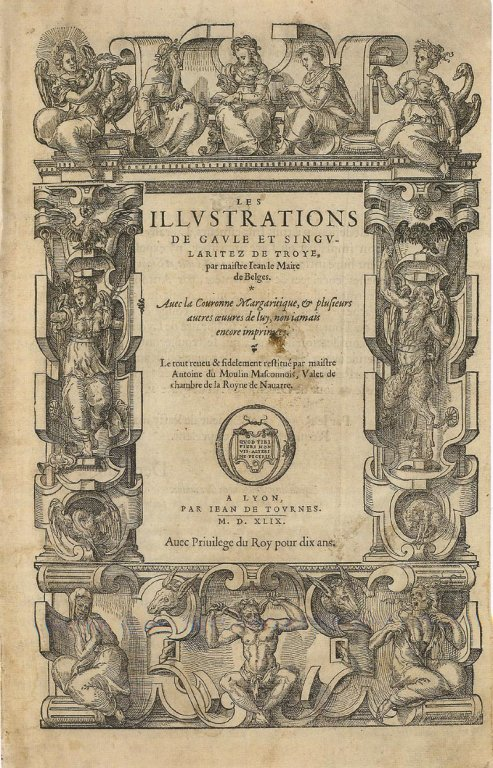
Титульный лист книги «Прославление Галлии и необычайные судьбы Трои» («Les illustrations de Gaule et singularités de Troye», 1509—1513). Лион, 1549 год.

Лемер де Бельж был одним из первых представителей французской поэзии Возрождения.
Заниматься литературным творчеством начал в 1503 году, после смерти герцога де Бурбона. Создал несколько панегириков, в которых описывал горе вдовы и восхвалял умершего. Аналогичные произведения созданы им на смерть Людовика де Люксембурга-Линье и Филиберта II, герцога Савойи, которым он служил, а также в память о дяде Жане Молине и его предшественнике бургундском историографе Жорже Шателене. По образцу сочинений последних составил «Хронику 1507 года».
Большое значение в его творчестве имел трактат «Согласие двух языков» («La concorde des deux langages», 1513), в котором Лемер де Бельж отстаивает равенство французского и итальянского языков, призывает к миру между народами.
Лемер де Бельж ввёл во французскую поэзию терцины, написав свой «Храм чести и доблести» («Le temple d’honneur et de vertu», 1504). Наибольшей оригинальностью, легкостью и поэтичностью отличаются два его «Послания зелёного любовника» («Epîtres de l’amant vert», 1505), написанные для Маргариты Австрийской. В своих произведениях умело пользовался метафорами, антитезами, перифразами, эпитетами, сравнениями.
Тщательно подбирая выражения, часто создавал игру слов. Его творчество содержит одновременно некоторые элементы гуманистической поэзии: вдохновением для его работ часто была античность, и одновременно внимание к «эффектному» виду и звучанию стихов (в качестве подтверждения своей поэтической компетенции). Лемер де Бельж пытался использовать тщательно подобранный, изысканный французский язык.
Прозаическое сочинение «Прославление Галлии и необычайные судьбы Трои» («Les illustrations de Gaule et singularités de Troye», 1509—1513) повествует о происхождении французов от древних троянцев. Живой пересказ старых мифов, уверенная гибкая проза, перемежаемая стихами, гуманистическая направленность — все это сделало книгу популярной у современников (вышла в 16 изданиях в 1-й половине XVI века).
Творчество поэта высоко ценили Клеман Маро, Жоашен Дю Белле и многие другие.